# Субтропічний хребет

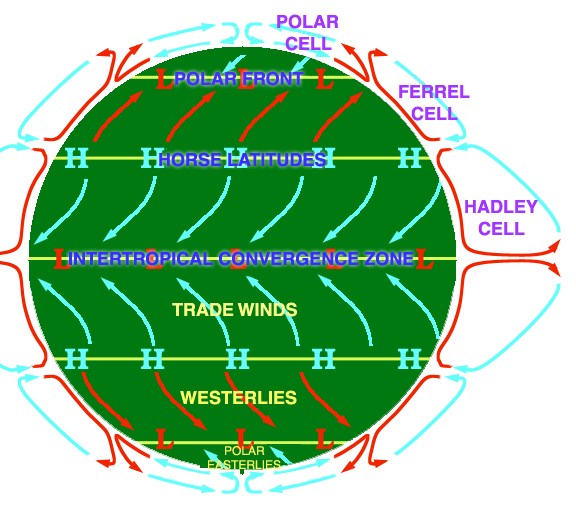
Картина циркуляції повітря на Землі. Зона типового розташування субтропічного хребта відома як кінські широти.

Субтропічний хребет або субтропічний пояс високого тиску — смуга високого атмосферного тиску, що охоплює Землю на широті близько 30 градісув як північної (30°N), так і південної (30°S) широти.
Субропічний хребет характеризується штилями, що через стабільність атмосфери приводять до утворення туману вночі та димки удень. Ця смуга є частиною глобальних процесів циркуляції атмосфери Землі. Тут повітря опускається униз та розтікається до більш високих та нижчих широт обох півкуль, утворюючи пасати з одного боку та західні вітри помірного поясу з іншого. Розташування субропічного хребта не постійне, він рухається до полюсів улітку, досягаючи найвищих широт на початку осені, а протягом холодного сезону повертається ближче до екватору.
На розташування субтропічного хребта також впливає Ель-Ніньйо, що зсуває його ближче до екватору, і Ель-Ніньйо, що зсуває його до полюсів. Розташування субтропічного хребта та його сила в наш час впливають на утворення тропічних циклонів на його межі та на силу мусонів. Широти, в межах яких зазвичай рухається субтропічний хребет, відомі як кінські широти.